# Ігнатов Михайло Якович
Михайло Якович Ігнатов (*5 жовтня 1955, м. Київ, Українська РСР, СРСР) — радянський і український актор.

## Життєпис
Народився 5 жовтня 1955 року у Києві.
У 1978 році закінчив Київський державний інститут театрального мистецтва ім. І. Карпенка-Карого.
Працював у київському Театрі кіноактора (1978—1997), на Кіностудії імені Олександра Довженка, займався концертною діяльністю.
У середині 2000-х років — виїхав до США. 
У 2011 році — повернувся до Києва.
Член Національної спілки кінематографістів України.

### Сім'я
Племінник Ігнатова — режисер, актор та телеведучий Олександр Жеребко.

## Фільмографія
- 1973 — «Дума про Ковпака» (друг Івана Синиці у 1-му фільмі трилогії — «Набат», але в титрах не вказаний)
- 1977 — «Нісенітниця» (актор, немає в титрах)
- 1978 — «За все у відповіді» (глядач в цирку)
- 1978 — «Спокута чужих гріхів» (епізод)
- 1978 — «Наталка Полтавка» (селянин, немає в титрах)
- 1979 — «Затяжний стрибок»
- 1980 — «Довгі дні, короткі тижні...» (робітник, який здає іспит, немає в титрах)
- 1980 — «Чекаю і сподіваюсь» (епізод)
- 1980 — ««Мерседес» втікає від погоні» (німець)
- 1980 — «Мужність» (3-я серія — учасник наради, немає в титрах; 6-а серія — учасник зборів, немає в титрах; 7-а серія — учасник наради, немає в титрах)
- 1980 — «Від Бугу до Вісли» (полонений німець, немає в титрах)
- 1981 — «Два дні на початку грудня» (головний інженер колгоспу «Світанок»)
- 1981 — «Жінки жартують серйозно» (тренер)
- 1981 — «Ранок за вечір мудріший» (Семен, токар)
- 1982 — «Без року тиждень» (Анатолій Бублик, кок вантажного судна «Славутич»)
- 1982 — «Якщо ворог не здається...» (німець, немає в титрах)
- 1982 — «Зоряне відрядження»
- 1982 — «Стратити не представляється можливим» (епізод)
- 1982 — «Подолання» (прапорщик)
- 1983 — «Климко» (епізод)
- 1983 — «Провал операції «Велика ведмедиця»» (помічник Рена)
- 1983 — «Три гільзи від англійського карабіна» (Архип)
- 1984 — «Два гусари» — (Йоган)
- 1984 — «У привидів у полоні» (епізод)
- 1985 — «Подвиг Одеси» (німецький льотчик, немає в титрах)
- 1985 — «Слухати у відсіках» (Капустін, відповідальний за продовольство на підводному човні, мічман)
- 1986 — «Звинувачується весілля» (гість, немає в титрах)
- 1987 — «У Криму не завжди літо (солдат, роль озвучив Леонід Яновський))
- 1987 — «Руда фея» (міліціонер)
- 1987 — «Циганка Аза» (селянин у шинку)
- 1988 — «Камінна душа» (Одноокий)
- 1989 — «Хочу зробити зізнання» (епізод)
- 1990 — «Війна на західному напрямку» (двірник)
- 1990 — «Допінг для янголів» (робітник)
- 1990 — «Не відстріляна музика»
- 1991 — «Тримайся, козаче!» (епізод)
- 1991 — «Джокер» (майстер Браун)
- 1991 — «Жінка для всіх» (гість на поминках)
- 1992 — «Постріл у труні» (охоронець на похороні)
- 1992 — «Вірний Руслан (Історія вартового собаки)» (ув'язнений)
- 1992 — «Іван та кобила» (епізод)
- 1992 — «Для домашнього огнища» (поліцейський)
- 1993 — «Афганський транзит» (король бензоколонки)
- 1993 — «Вперед, за скарбами гетьмана!» (епізод)
- 1993 — «Пастка» (поліцейський, що випускав Рафаловича з тюремної камери, немає в титрах)
- 1993 — «Злочин з багатьма невідомими» (жандарм)
- 2002 — «Росіяни в місті ангелів» (Кречетов)
- 2003 — «Весела компанія» (шпигун)
- 2004 — «Російські ліки» (директор автосалону)
- 2008 — «Каблучка з бірюзою» (Саньок)
- 2012 — «Брат за брата-2» (Валер'янич)
- 2012 — «Повернення Мухтара-8» (28-а серія — «Заплямована репутація», Джон)
- 2012 — «Джамайка» (епізод)
- 2012 — «Піддубний» (епізод)
- 2012-2013 — «Свати 6» (епізод)